# Olav Kyrres plass
Olav Kyrres plass – plac w Oslo na granicy dwóch dzielnic: Frogner i Ullern. Teren placu otoczony jest ulicami Drammensveien i Bygdøy Alle. Nazwa tego skweru pochodzi od króla Olafa III Pokojowego (nor. Olav Kyrre).